# Trattendorf-Medaille

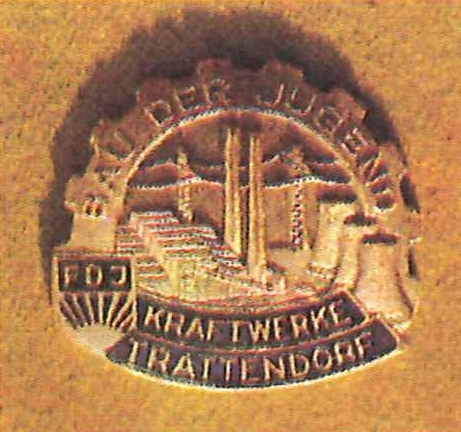
Die Trattendorf-Medaille.

Die Trattendorf-Medaille  war in der Deutschen Demokratischen Republik (DDR) eine nichtstaatliche Auszeichnung der Freien Deutschen Jugend (FDJ), welche anlässlich der Fertigstellung des Jugendobjekts des Kraftwerkes Trattendorf am 29. April 1959 verliehen wurde. 
An der Errichtung des Kraftwerks, das in fünf Jahren von 1954 bis 1959 errichtet worden war, waren mehr als 100 Jugendbrigaden der FDJ beteiligt. Die Nennleistung des Kraftwerkes lag 1954 bei 450 kW. Verliehen wurde die Medaille für ausgezeichnete Leistungen bei der Errichtung dieses Jugendobjekts. 

## Aussehen und Trageweise
Die Medaille hat die Form eines halben Zahnrades, welches mittig das Kraftwerk zeigt. Auf dem Zahnrad ist die Inschrift: BAU DER JUGEND sowie im unteren Teil auf blauem Grund KRAFTWERKE / TRATTENDORF zu lesen. Links davon prangt das Symbol der FDJ.